# Korșakî, Icinea
Korșakî (în ucraineană Коршаки) este un sat în comuna Zaudaika din raionul Icinea, regiunea Cernihiv, Ucraina.

## Demografie
Componența lingvistică a localității Korșakî
     Ucraineană (100%)
Conform recensământului din 2001, toată populația localității Korșakî era vorbitoare de ucraineană (100%).